# Chrysanthrax arizonensis
Chrysanthrax arizonensis är en tvåvingeart som först beskrevs av Daniel William Coquillett 1887.  Chrysanthrax arizonensis ingår i släktet Chrysanthrax och familjen svävflugor.
Artens utbredningsområde är Arizona. Inga underarter finns listade i Catalogue of Life.